# Миршавка, Михаил Васильевич
Михаил Васильевич Миршавка (11 ноября 1936, Ворошиловград, Сталинская область — 25 июня 2010, Бауманское, Акмолинская область) — комбайнёр совхоза «Бауманский» Краснознаменского района Целиноградской области. Герой Социалистического Труда (1981). Депутат Верховного Совета Казахской ССР 7-го созыва.

## Биография
Родился в 1936 году в рабочей семье в Ворошиловграде. Окончил Ворошиловградскую школу ФЗО, получив профессию механизатора. В 1954 году по комсомольской путёвке отправился на освоение целины в Казахстан. Работал комбайнёром в совхозе «Бауманский» Краснознаменского района (сегодня — Егиндыкольский район).
Ежегодно перевыполнял план по обработке целины. Указом Президиума Верховного Совета СССР от 19 февраля 1981 года за выдающиеся успехи, достигнутые в выполнении планов и социалистических обязательств по продаже государству в 1980 году миллиарда пудов зерна и перевыполнении планов десятой пятилетки по производству и закупкам хлеба и других сельскохозяйственных продуктов удостоен звания Героя Социалистического Труда с вручением ордена Ленина и золотой медали «Серп и Молот».
Участвовал во Всесоюзной выставке ВДНХ в Москве. Избирался делегатом нескольких съездов ВЛКСМ и депутатом Верховного Совета Казахской ССР 7-го созыва.
Скончался в июне 2011 года.

## Награды
- Герой Социалистического Труда — указом Президиума Верховного Совета СССР от 19 февраля 1981 года
- Орден Ленина — дважды
- Орден «Знак Почёта»
- Орден Октябрьской Революции